# 애슐리 치료

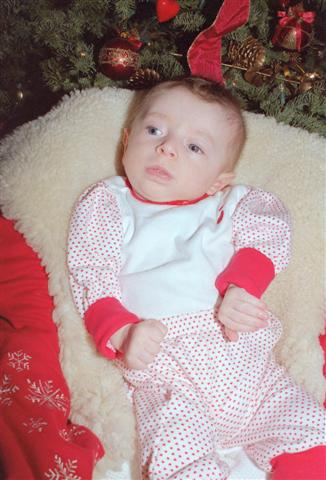

애슐리 치료(Ashley Treatment)는 미국 시애틀의 어린이 "애슐리 X"(완전한 이름을 완전히 밝히지 않기 위해 X를 쓴다.)에게 가해지는, 논란이 있는 일련의 의학적인 치료를 말한다. 애슐리는 1997년에 태어났고, 원인을 모르는 정적인 뇌질환 때문에 발달 장애를 겪고 있다. 이 치료는 호르몬 제제를 통한 성장 방지, 자궁 절제, 양쪽 유방 절제, 맹장 절제를 포함한다.
이 치료는 2차 성징의 진행을 막는 것이 목적이다.

## 배경
애슐리는 이유를 모르는 뇌 손상을 입은 채로 태어났으며, 더 이상 악화되지 않았기 때문에 “비 진행성 뇌질환” 판정을 받았다. 애슐리가 스스로 할 수 있는 것은 자고 일어나고 숨을 쉬는 일뿐이었으며 음식물조차 직접 먹지 못해 관을 통해 섭취해야만 했다. 걷기나 말하기도 불가능했고 손을 머리 위로 들어올리거나 물건을 집는 일도 할 수 없었다. 그렇지만 주변에서 일어나는 자극에는 반응을 했는데, 특히 안드레아 보첼리의 음악을 좋아했다고 한다. 애슐리의 부모는 애슐리가 항상 누워서 베개를 벤 채로 지냈기 때문에 "베개 천사"라고 불렀다.
2004년에 애슐리가 만 여섯 살 반이 되었을 때 사춘기의 징후가 나타나자, 애슐리의 부모와 의사들은 심각한 신경 손상을 입은 아이들에게 일어나는 여러 가지 문제를 걱정하게 되었다. 아이들 몸집이 커갈수록 그러한 아이들을 들어 옮기거나 일상생활에서 돌보는 데 힘이 더 많이 드는데다가, 욕창이 생길 가능성도 높았기 때문이다. 사춘기가 빨리 찾아오는 현상은 심각한 뇌 손상을 입은 아이들에게 자주 일어난다. 그런데 2차 성징이 빨리 나타나면 간호하는 사람이나 부모에게는 무척 성가신 일이 된다. 장애가 심한 아이를 둔 부모들은 아직도 기저귀를 차고 지내야만 하는 아이들에게 월경 같은 생식 기능이 나타나면 곤란하기 때문에 이것을 막으려고 이런저런 대처 방법을 찾아보게 된다. 그래서 지난 수십 년 동안 이 문제를 해결하기 위해 여러 가지 방법들을 써 왔다.
2004년 7월에 애슐리는 월경을 막기 위한 자궁 절제 수술을 받았고, 유방이 발달하지 않도록 젖멍울을 제거하는 수술도 받았다. 그리고 충수 절제 수술도 받았다. 수술을 받은 곳은 미국 시애틀 Children's Hospital and Regional Medical Center였다. 그리고 최근에는 피부를 통해 에스트로겐이 흡수되도록 하는 패치 시술을 받았다.
애슐리의 이야기는 2006년 10월에 Archives of Pediatrics & Adolescent Medicine에 실리면서 알려졌다. 2007년 1월에 애슐리의 부모는 자신들이 내린 결정에 대한 자세한 이야기를 하고 자신들처럼 '베개 천사'를 자식으로 둔 부모들과 이야기를 나누고자 블로그를 개설했다고 한다.